# Ministrymon gamma
Ministrymon gamma is een vlinder uit de familie van de Lycaenidae. De wetenschappelijke naam van de soort werd als Thecla gamma in 1909 gepubliceerd door Hamilton Herbert Druce.

## Synoniemen
- Shapiroana minissima Johnson, 1992